# Podzolização
Podzolização é a migração de Alumínio e da matéria orgânica, com ou sem a presença de Ferro, para o horizonte B, resultando em um acúmulo de Sílica no horizonte onde houve o processo de eluviação. O processo de podzolização é responsável pela formação do horizonte B espódico que define a classe dos Espodossolos no Sistema Brasileiro de Classificação de Solos.   